# Aidun Smagúlov
Aidun Smagúlov   (Oskemen, 1 de desembre de 1976) és un judoka del Kirguizstan, ja retirat, que va competir a finals del segle XX.
El 2000 va prendre part en els Jocs Olímpics d'Estiu de Sydney, on va guanyar la medalla de bronze en la categoria del pes extra lleuger del programa de judo. Aquesta fou la primera medalla olímpica del Kirguizstan en la història del país.
En el seu palmarès també destaca una medalla de plata al Campionat d'Àsia de judo del 2000.